# Потенциальная яма

Потенциальная яма. Если частица имеет полную энергию и движется только вдоль оси, то такое движение в классическом случае полностью, а в квантовом преимущественно локализовано на участке от до.

Потенциа́льная я́ма — область пространства, где присутствует локальный минимум потенциальной энергии частицы.

## Классическая яма
Если потенциальная яма имеет достаточно большие размеры и в неё попала частица, энергия которой ниже, чем необходимая для преодоления краёв ямы, то могут возникнуть колебания частицы в яме. Их амплитуда будет определяться энергией частицы {\displaystyle E}, а период — также
профилем потенциальной энергии {\displaystyle V(z,y,z)} и массой частицы {\displaystyle m}. Частица, находящаяся на дне потенциальной ямы, пребывает в состоянии устойчивого равновесия, то есть при её отклонении от точки минимума потенциальной энергии возникает сила, направленная в противоположную отклонению сторону.
В одномерном случае, когда потенциальная энергия зависит только от одной декартовой координаты {\displaystyle V=V(x)}, можно выделить энергию {\displaystyle E_{x}} движения частицы в направлении этой координаты и энергию {\displaystyle E_{yz}} движения в перпендикулярной плоскости ({\displaystyle E=E_{x}+E_{yz}}). Движение в плоскости {\displaystyle yz} происходит с постоянной скоростью. Движение вдоль оси {\displaystyle x} ограничено точками {\displaystyle x_{1}}, {\displaystyle x_{2}}, в которых {\displaystyle V(x)=E_{x}}. Если никакого движения в плоскости {\displaystyle yz} нет, то {\displaystyle E=E_{x}} (см. рис.).

## Квантовая яма
Если размер ямы мал (хотя бы по одной из декартовых координат сопоставим с дебройлевой длиной частицы), то такая яма называется квантовой и поведение частицы в ней подчиняется квантовым законам. Квантовая яма, в которой потенциальная энергия зависит от всех трёх координат {\displaystyle V=V(x,y,z)}, называется квантовой точкой, от двух координат {\displaystyle V=V(x,y)} — квантовой проволокой (нитью), а от одной координаты {\displaystyle V=V(x)} — собственно квантовой ямой. В последнем случае энергия {\displaystyle E_{x}}, ассоциируемая с движением вдоль оси {\displaystyle x}, может принимать не любые значения, а только из ряда дискретных: {\displaystyle E_{1}}, {\displaystyle E_{2}}, {\displaystyle E_{3}\ldots }, находимых при решении уравнения Шрёдингера для данного профиля ямы. Ограничений на составляющую {\displaystyle E_{yz}} нет, и, соответственно, {\displaystyle E} не может оказаться ниже {\displaystyle E_{1}}.
Как и в случае потенциальной ямы больших размеров, при отсутствии движения в плоскости {\displaystyle yz} будет {\displaystyle E=E_{x}} и частица находится преимущественно в области {\displaystyle x_{1}\ldots x_{2}}. Однако, если классическая частица вообще не может проникать в координатную область вне указанного диапазона, то для квантовой частицы это возможно за счёт так называемого туннельного эффекта, то есть границы движения нестрогие.
Среди форм ям, представляющих практический интерес и изучаемых в курсах квантовой механики, —  прямоугольная с бесконечными стенками и со стенками конечной высоты, треугольная, параболическая и некоторые другие, более сложные.

## Потенциальный барьер
Противоположное по отношению к потенциальной яме понятие — потенциальный барьер. Это область пространства, где присутствует локальный максимум потенциальной энергии.